# Poldark (serie di romanzi)
Poldark è una serie di romanzi storici scritta da Winston Graham, pubblicata dal 1945 al 1953 e poi ripresa dal 1973 al 2002.

## Ambientazione storica
La serie comprende 12 romanzi: i primi sette sono ambientati nel XVIII secolo, concludendosi nel Natale del 1799; i restanti cinque toccano i primi anni del XIX secolo e le vite dei discendenti dei personaggi principali dei romanzi precedenti. Graham scrisse i primi quattro libri Poldark negli anni '40 e '50. Dopo una lunga pausa, decise di riprendere la serie e pubblicò La luna nera nel 1973.

## Romanzi
Ciascuno dei romanzi è sottotitolato Un romanzo della Cornovaglia. In una prefazione a La luna nera, Graham ha spiegato la sua decisione di far rivivere la serie dopo una pausa di due decadi.
- Ross Poldark (Ross Poldark) (1945)
- Demelza (Demelza) (1946)
- Jeremy Poldark (Jeremy Poldark) (1950)
- Warleggan (Warleggan) (1953)
- La luna nera (The Black Moon) (1973)
- I quattro cigni (The Four Swans) (1976)
- La furia della marea (The Angry Tide) (1977)
- Lo straniero venuto dal mare (The Stranger from the Sea) (1981)
- La danza del mulino (The Miller's Dance) (1982)
- La coppa dell'amore (The Loving Cup) (1984)
- Una lama nel cuore (The Twisted Sword) (1990)
- Bella Poldark (Bella Poldark) (2002)

## Personaggi principali
Ross Poldark
È un ufficiale dell'esercito britannico che ritorna a casa in Cornovaglia dalla guerra d'indipendenza americana trovando che la sua fidanzata Elizabeth Chynoweth, credendolo morto, sta per sposarsi con il cugino Francis Poldark. Ross tenta di risanare le proprie fortune riaprendo una delle miniere di stagno abbandonate della famiglia. 
Diversi anni dopo, Ross sposa Demelza Carne, una monella che ha accolto in casa come domestica. Sebbene gradualmente si riconcilia con la perdita dell'amore di Elizabeth, Ross impiega un po' di tempo per realizzare il suo amore per Demelza. In 20 anni hanno cinque figli: Julia, Jeremy, Clowance, Isabella-Rose (chiamata Bella) e Henry (chiamato Harry).
Nella sua autobiografia, Graham afferma che il personaggio di Ross era, in parte, basato su un pilota di caccia che aveva incontrato su un treno durante la Seconda Guerra Mondiale.

## Persone che hanno ispirato i personaggi
- Graham menziona nella sua autobiografia Memoirs of a Private Man che il personaggio di Demelza è basato su sua moglie, almeno in parte.[6]
- Graham afferma in Poldark's Cornwall che Bodmin Moor hamlet of Demelza è stata l'ispirazione per il nome del suo personaggio.[7]
- In Poldark's Cornwall, Graham rivela che il nome "Poldark" è un prodotto della sua immaginazione. Inizialmente ha chiamato il personaggio come un suo amico, un chimico di nome Polgreen. Tuttavia, Polgreen non sembrava abbastanza forte o misterioso per il personaggio, quindi Graham ha cambiato Polgreen in Poldark.[7]
- Le caratteristiche fisiche di Ross Poldark si basano su quelle di un ufficiale col volto ferito che Graham ha incontrato su un treno durante la Seconda Guerra Mondiale.[7]
- I fratelli Carne (Sam[8] e Drake[9]) potrebbero essere basati sui pionieri del Metodismo John e Charles Wesley.

## Allusioni a eventi storici e luoghi reali
Nella sua autobiografia Memoirs of a Private Man, Graham spiega che alcune delle storie e delle trame del libro traggono ispirazione da persone ed eventi reali della storia della Cornovaglia. Secondo Graham i nomi delle persone e i luoghi originali (e talvolta le date) sono stati adattati o cambiati, ma essenzialmente i fatti materiali rimangono gli stessi.
Alcuni esempi utilizzati da Winston Graham sono:
- La storia del medico (Dr. Enys) che è stato chiamato per assistere il cane di una ragazza (Caroline Penvenen). Graham attribuisce al dottor George Fordyce di avergli fornito l'idea per questo. Fordyce ha lavorato sull'argomento febbri per tutta la sua carriera, ma fu solo nel 1794 che apparve il primo di cinque libri sulla febbre.[10][11]
- L'incidente con la lisca di pesce dove (Caroline) crede di avere la gola putrida, e alla fine il dottor Enys che viene chiamato, rimuove una lisca di pesce per curarla.
- Il quinto libro della saga, La luna nera, è ambientato tra il 1794 e il 1795. Un'eclissi lunare totale visibile dal Regno Unito ebbe luogo il 14 febbraio 1794[12] ed ha funto d'ispirazione per il titolo. La "luna nera" si verifica il giorno della nascita di Valentine Warleggan che prende il nome dal 14 febbraio, il giorno di San Valentino. La fine dell'eclissi lunare è raffigurata erroneamente. Astronomicamente, l'ombra della terra è concava verso la parte scura della superficie della luna, durante l'eclissi. Nell'episodio "Luna nera", al termine dell'eclissi, l'ombra della terra è concava verso la parte chiara della superficie lunare.
- Hendrawna è il suo nome per Perranporth.[13]
- Il materiale di partenza di Graham per la sua descrizione di Launceston Gaol è stato tratto da The State of Prisons in England and Wales di John Howard, pubblicato inizialmente nel 1777. Graham usò l'edizione ristampata del 1784.[10][14]

## Adattamenti
- La BBC adattò i primi sette romanzi della saga nella serie televisiva Poldark, che è andata in onda tra il 1975 ed il 1977. Robin Ellis interpretò il ruolo di Ross e Angharad Rees quello di Demelza.
- Nel 1996, la HTV ha realizzato il film televisivo Poldark, tratto dal romanzo Lo straniero venuto dal mare. Il film doveva essere l'episodio pilota di una nuova serie televisiva con John Bowe nel ruolo di Ross Poldark e Mel Martin in quello di Demelza. A causa della scelta di un nuovo cast, i fan hanno protestato ed oltre cinquanta membri della Poldark Appreciation Society hanno picchettato il quartier generale di HTV a Bristol indossando costumi del XVIII secolo.[15] Il pilot non ha avuto successo e non furono realizzati ulteriori episodi.[16]
- La BBC ha iniziato a trasmettere un nuovo adattamento dei romanzi nel 2015, di nuovo intitolato Poldark, con Aidan Turner nel ruolo di Ross e Eleanor Tomlinson in quello di Demelza.[17] Come per l'adattamento originale della BBC del 1975, questa nuova serie è stata ripresa dalla rete PBS per essere trasmessa negli Stati Uniti. L'ultimo episodio della serie è andato in onda il 26 agosto 2019.